# Audio Mostly
A Conferência Internacional Audio Mostly, ou simplesmente Audio Mostly (AM), é um evento anual e interdisciplinar sobre as diversas formas de interação com o áudio. O foco da conferência é reunir pesquisadores e profissionais da área, incluindo designers de som, especialistas em sonificação interativa, desenvolvedores, artistas, membros do público, produtores de estúdio, fabricantes de instrumentos, musicólogos, especialistas em ecoacústica e redes, de modo a discutirem e compartilharem novas ideias sobre interação sônica e o design de novas interfaces de áudio. Além disso, ela inclui campos como a psicologia do som e da música, estudos culturais e áreas afins que tratam do estudo do som. Existe também uma preocupação do evento em abraçar a teoria aplicada e a prática reflexiva envolvendo estes tópicos.
O objetivo da conferência é ser inclusiva e proporcionar debates significativos para a área. De tal maneira, ela aceita artigos reduzidos e artigos completos, apresentações musicais, instalações em realidades estendidas, demonstrações artísticas e/ou computacionais e oferta workshops. O programa completo dura três dias, incluindo apresentações dos artigos, pôsteres e sessões de demonstração dos trabalhos.
Uma meta suplementar do evento é aumentar o acesso à tecnologia e à cultura, incentivando os participantes a expandirem os conceitos propostos na conferência para a sociedade. Dessa forma, acredita-se que podem ser neutralizadas muitas formas de desigualdade e abusos de poder que perduram até hoje.

## Tópicos de Interesse
Como dito, a Conferência Audio Mostly está interessada nas interações sonoras. Sendo assim, ela oferece um espaço para refletir sobre o papel do som e da música na vida cotidiana, bem com os recursos necessários para projetar e desenvolver sistemas que permitem que o objetivo principal do evento seja alcançado. Isso resulta em diversas abordagens multidisciplinares, abrangendo as seguintes áreas:
- Acessibilidade
- Estética
- Computação afetiva aplicada ao som e a música
- Inteligência Artificial
- Interação Humano-Computador
- Acústica e Psicoacústica
- Realidade aumentada e virtual
- Musicologia computacional
- Abordagens críticas para interação, design e som
- Bibliotecas de música digital
- Estudos etnográficos
- Efeitos sonoros e músicas para jogos
- Interação gestual
- Áudio imersivo e espacial
- Arte interativas
- Sistemas musicais inteligentes
- Interfaces para áudio
- Síntese de som
- Design de som
- Artes performativas
- Recuperação de informações musicais
- Psicologia, cognição e percepção
- Reflexões filosóficas ou sociológicas sobre os temas citados

## Guia de Publicação
Os autores são convidados a contribuírem para a área através de artigos resumidos, com no máximo 4 páginas e que retratam um trabalho em progresso, ou um artigo estendido, que varia entre 5 e 8 páginas, que apresenta uma contribuição substancial para a área de interação sonora. As revisões são feitas às cegas e por dois revisionistas. Os autores não devem incluir nenhuma informação que torne possível identificá-los. É recomendado também o envio de material suplementar, como imagens e vídeos de exemplos, dados e códigos utilizados nos trabalhos. Os trabalhos aprovados e completos são publicados no repositório digital da ACM.

## Edições Anteriores
O Audio Mostly ganhou caráter de conferência a partir de sua quinta edição, em 2010. Desde então, vem sido realizado anualmente e em diversos locais, conforme mostra a lista:
- 16ª edição da Conferência Audio Mostly – Ambiente virtual, devido às restrições causadas pela pandemia de Covid-19
- 15ª edição da Conferência Audio Mostly – Graz, Áustria
- 14ª edição da Conferência Audio Mostly – Nottingham, Reino Unido
- 13ª edição da Conferência Audio Mostly – Wrexham, Reino Unido
- 12ª edição da Conferência Audio Mostly – Londres, Reino Unido
- 11ª edição da Conferência Audio Mostly – Norrköping, Suécia
- 10ª edição da Conferência Audio Mostly – Thessaloniki, Grécia
- 9ª edição da Conferência Audio Mostly – Aalborg, Dinamarca
- 8ª edição da Conferência Audio Mostly –  Piteå, Suécia
- 7ª  edição da Conferência Audio Mostly – Corfu, Grécia
- 6ª  edição da Conferência Audio Mostly – Coimbra, Portugal
- 5ª  edição da Conferência Audio Mostly –  Piteå, Suécia